# Trouwe Ferdinand en Ontrouwe Ferdinand
Trouwe Ferdinand en Ontrouwe Ferdinand of Fernand getrouw en Fernand ongetrouw is een sprookje dat werd verzameld door de gebroeders Grimm voor Kinder- und Hausmärchen en kreeg het volgnummer KHM126. De oorspronkelijke naam is Ferenand getrü un Ferenand ungetrü.

## Het verhaal
Een rijke man en vrouw krijgen pas een jongetje als ze arm zijn geworden, maar kunnen geen peet vinden. De man gaat naar een ander dorp om te zoeken en komt een arme man tegen en vertelt het verhaal. De man wil de peet wel worden, maar is arm en kan niets schenken. De baker moet met het kind naar de kerk komen en het krijgt de naam Trouwe Ferdinand. Hij geeft de ouders niets maar hoeft zelf ook niets. Stiekem geeft hij nog een sleutel aan de baker en die moet de vader bewaren tot het kind veertien jaar is geworden. Hij moet dan naar een kasteel op de hei en de sleutel zal passen. Als de jongen zeven is kan hij niet opscheppen, net als de andere jongens. De vader vertelt dan over de sleutel, maar de jongen ziet geen kasteel op de hei. Zeven jaar later gaat hij terug en ziet het kasteel. Er staat een schimmel in en op de terugweg pakt hij een ganzenveer op. Hij gooit een vis terug in het water en deze bedankt hem door hem een fluitje te geven. Als hij in nood is of iets in het water laat vallen, hoeft hij maar te fluiten voor hulp. 
Trouwe Ferdinand komt Ontrouwe Ferdinand tegen en ze gaan samen naar een herberg en Ontrouwe Ferdinand kan gedachten lezen door toverkracht. Een mooi meisje wordt verliefd op Trouwe Ferdinand en ze vraagt de koning of hij in dienst mag komen. Trouwe Ferdinand wordt voorrijder en Ontrouwe Ferdinand wil ook hulp. Het meisje stemt toe, maar ze vertrouwt hem niet. De koning wil zijn liefste bij zich en Ontrouwe Ferdinand wil dat Trouwe Ferdinand haar zal halen, anders moet hij sterven. De schimmel kan praten en zegt Trouwe Ferdinand een schip vol brood en een schip vol vlees mee te nemen voor de vogels en de reuzen op het water. Trouwe Ferdinand moet een paar reuzen meenemen naar het kasteel en ze moeten haar met bed en al naar het schip brengen. 
De prinses wordt slapend naar de koning gebracht, maar wil haar boeken en Ontrouwe Ferdinand haalt de koning over om Trouwe Ferdinand de klus te laten klaren. Op de terugweg valt de ganzenveer in het water en Trouwe Ferdinand pakt zijn fluitje, waarna de vis hem helpt. De koningin houdt niet van de neusloze koning, maar wel van Trouwe Ferdinand. Ze zegt dat ze kan toveren, ze kan iemand tot leven wekken na het hoofd te hebben afgeslagen. Trouwe Ferdinand wordt door Ontrouwe Ferdinand naar voren geschoven en hij geneest inderdaad. Dan volgt de koning, maar de koningin repareert hem niet en ze trouwt met Trouwe Ferdinand. De schimmel zegt dat hij naar een andere wei moet en hij galoppeert driemaal rond, waarna hij in een koningszoon verandert.

## Achtergronden
- Het sprookje komt uit de omgeving van Paderborn en was in dialect opgetekend.
- Een voorrijder bestuurt het voorste paar paarden bij een zesspan.
- Gekleurde paarden spelen een rol in De raaf (KHM93) en sprekende paarden in De ganzenhoedster (KHM89).
- Het dier als helper komt in heel veel sprookjes voor:
  - drie raven in De trouwe Johannes
  - een beer in De twee gebroeders (KHM60)
  - een bij in De bijenkoningin (KHM62) en De twee reisgezellen (KHM107)
  - duiven in Assepoester (KHM21), De drie talen (KHM33) en De oude vrouw in het bos (KHM123)
  - een eend in Hans en Grietje (KHM15), De bijenkoningin (KHM62) en De twee reisgezellen (KHM107)
  - een geit in Eenoogje, tweeoogje en drieoogje (KHM130)
  - een haan in De drie gelukskinderen (KHM70)
  - een haas in De twee gebroeders (KHM60)
  - een hond in De drie talen (KHM33) en De oude Sultan (KHM48)
  - een kat in De drie gelukskinderen (KHM70) en De arme molenaarsknecht en het katje (KHM106)
  - een leeuw in De twee gebroeders (KHM60), De twaalf jagers (KHM67) en De koningszoon die nergens bang voor was (KHM121)
  - mieren in De witte slang (KHM17) en De bijenkoningin (KHM62)
  - een ooievaar in De twee reisgezellen (KHM107)
  - een paard in De ganzenhoedster (KHM89)
  - een pad in De drie veren (KHM63) en De ijzeren kachel (KHM127)
  - een raaf in De witte slang (KHM17) en Het boerke (KHM61)
  - een schimmel in Fernand getrouw en Fernand ontrouw (KHM126)
  - een slang in De drie slangenbladeren (KHM16) en De witte slang (KHM17)
  - een veulen in De twee reisgezellen (KHM107)
  - een vis in De witte slang (KHM17), Van de visser en zijn vrouw (KHM19), De goudkinderen (KHM85) en Het zeehaasje (KHM191)
  - een vogel in Assepoester (KHM21), De drie talen (KHM33) en De roversbruidegom (KHM40)
  - een vos in De gouden vogel (KHM57), De twee gebroeders (KHM60) en Het zeehaasje (KHM191)
  - een wolf in De oude Sultan (KHM48) en De twee gebroeders (KHM60)